# Казахстанський інститут менеджменту, економіки та прогнозування
Університет КІМЕП (каз. КИМЭП Университеті) — приватно-державний заклад вищої освіти, розташований у місті Алмати, Казахстан. Здійснює діяльність у сфері вищої освіти відповідно до кредитної системи навчання. Заняття проводяться англійською мовою.
Інститут розташований у південно-східній частині міста Алмати на території колишньої вищої партійної школи ЦК Компартії Казахстану на перетині проспектів Достик та Абая. Поруч розташовані такі визначні пам'ятки, як готель «Казахстан» та пам'ятник Абаю Кунанбаєву.

## Історія

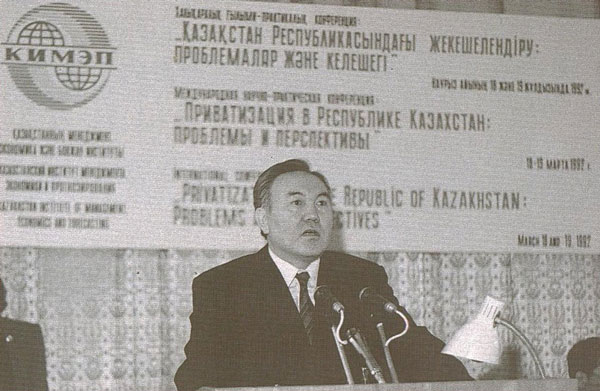
Президент Назарбаєв виступає у КІМЕП на конференції з приватизації у 1992 році.

14 січня 1992 постановою Президента Республіки Казахстан Назарбаєвим на базі «Інституту політології та управління» був організований державний «Казахстанський Інститут Менеджменту, Економіки та Прогнозування (КІМЕП)». Виконавчим директором інституту Назарбаєв призначив свого колишнього радника з економічних питань Чан Іан Бенг (Пан Чхан-он).
У 1992 році було відкрито перші програми навчання — «Магістр ділового адміністрування» та «Магістр гуманітарних наук у галузі економіки», а 1993 року було відкрито набір на програму «Магістр державного управління». Перший випуск, що складається з 81 слухача програм «Магістр ділового управління» та «Магістр гуманітарних наук у галузі економіки», відбувся в 1994 році.
У 1998 році було створено Центр підготовки керівних кадрів за підтримки Університету Макгілла. У 1999 році в КІМЕП відкрилися чотирирічні освітні програми бакалаврату в галузі державного управління та соціальних наук.
21 лютого 2000 року Вища державна (післядипломна) установа освіти «Казахстанський інститут менеджменту, економіки та прогнозування при Президентові Республіки Казахстан (КІМЕП)» указом президента Назарбаєва була передана довірчому управлінню Чан Йан Бенгу з правом подальшого викупу. У тому ж році Чан Ян Бенг обійняв посаду президента КІМЕП, в якій перебуває до теперішнього часу.
28 серпня 2003 року «Державна установа „Казахстанський інститут менеджменту, економіки та прогнозування при Президентові Республіки Казахстан (КІМЕП)“» указом президента Назарбаєва було реорганізовано в некомерційне акціонерне товариство.
У 2004 році «КІМЕП» став приватно-державним навчальним закладом, при цьому частки акцій розподілилися таким чином: власник 60 % акцій — Чан Йан Бенг, 40 % акцій залишилися у Міністерства освіти та Науки РК.

## Факультети
У КІМЕП функціонує чотири факультети:
- Факультет Бізнесу ім. Бенга — спеціальності: бакалаврат у галузі фінансів, обліку та аудиту, маркетингу, менеджменту, інформаційних систем у бізнесі; магістра в галузі ділового адміністрування, обліку та аудиту, фінансів, маркетингу.
- Факультет Соціальних Наук — спеціальності: бакалаврат у галузі державного та місцевого управління, журналістики, міжнародних відносин, економіки; магістра в галузі державного та місцевого управління, міжнародної журналістики, міжнародних відносин, економіки.
- Факультет Права — спеціальності: бакалаврат у галузі міжнародного права, юриспруденції,
- Факультет гуманітарних наук та освіти — спеціальності дві іноземні мови, перекладацька справа, когнітивні науки, магістра у викладанні мови та освітня політика та менеджмент.

Викладацький склад КІМЕП складається з казахстанських та іноземних викладачів.

## Критика

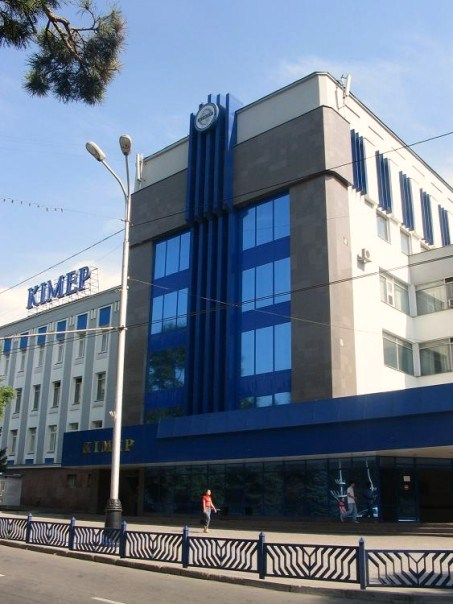
Academic building of KIMEP

У 2006 році кілька викладачів опублікували листа, в якому звинувачували вуз у корупції та протекціонізмі. У листі, адресованому до редакції газети « Chronicle of Higher Education», колишні викладачі КІМЕП заявили про дискримінацію в галузі укладання договорів та виплати зарплат в Інституті. Крім того, колишні викладачі опублікували ще один лист в опозиційній газеті «Республіка» у якому звинуватили керівництво у неналежному здійсненні професійних функцій та відсутності відповідних кваліфікацій. У листі йшлося про те, що тендери, що проводяться інститутом, виграє АТ «ЮСКО Інтернешнл» — компанія, головою правління якої є д-р Пан.
У тій самій газеті була опублікована відповідь Чан Йан Бенга на цю статтю, в якій було заявлено про несправедливість звинувачень. Чан Йан Бенг зазначив, що згідно з проведеним у 2006 р. опитуванням, 95 % співробітників КІМЕП відповіли, що порекомендували б вуз своїм знайомим як місце роботи. Чан Йан Бенгом було зазначено, що викладачі, які звільняються з КІМЕП за власним бажанням, роблять це з різних причин, у тому числі з особистих мотивів та у зв'язку із завершенням встановлених термінів перебування у країні. У листі було зазначено, що з одинадцяти ремонтно-будівельних проєктів, що здійснюються на той час або ж завершених на той час на території КІМЕП, лише два проєктb виконувались компанією «ЮСКО», а також, що заявки з усіх подібних проєктів розглядаються незалежним комітетом.
У вересні 2010 р. дія ліцензії КІМЕП на ведення освітньої діяльності була припинена на 6 місяців Міністерством освіти і науки РК. Міністерство звинуватило недотримання суто технічних стандартів, у тому числі вимог до співвідношення студентів і викладачів, невідповідність навчальних площ санітарним нормам, а також відсутність диплома державного зразка. КІМЕП подав позов на ухвалу Міносвіти про призупинення ліцензії до суду м. Астана, при цьому не припиняючи своєї діяльності. Спостерігачі вказують на той факт, що університет функціонував протягом майже двадцяти років і припускають, що проблема, що раптово виникла, має політичне підґрунтя. У жовтні 2010 р. МОН РК відновило дію ліцензії КІМЕП, заявивши, що всі порушення були усунені. Міністр освіти та науки Жансеїт Туймебаєв, який видав указ про призупинення ліцензії КІМЕП, незабаром після цих подій був переведений на іншу посаду, а пост Міністра освіти та науки обійняв Бахитжан Жумагулов.

## ЗВО партнери
КІМЕП активно співпрацює з більш ніж 70 вишами. У середньому близько 100 студентів КІМЕП щорічно вирушають вчитися за кордон. Серед вузів-партнерів КІМЕП є такі:
| Country   | College or University                     |
| --------- | ----------------------------------------- |
| Канада    | Університет Лаваль                        |
| Німеччина | Університет прикладних наук Шмалькальдена |
| Німеччина | Берлінський університет імені Гумбольдтів |
| Польща    | Collegium Civitas                         |
| Іспанія   | Universitat Internacional de Catalunya    |
| США       | Державний університет Дікінсон            |
| США       | Університет Джорджа Мейсона               |
| США       | Southeast Missouri State University       |
| США       | Техаський національний університет        |
| США       | Університет Північного Колорадо           |
| США       | Університет Сан-Франциско                 |
| США       | Університет Вайомінгу                     |
| США       | Кьюка-коледж                              |

| Country        | College or University                          |
| -------------- | ---------------------------------------------- |
| Гонконг        | Гонконгський баптистський університет          |
| Південна Корея | Жіночий університет Іхва                       |
| Південна Корея | Ханґукський університет закордонних досліджень |
| Південна Корея | Кібер-університет Кореи                        |
| Південна Корея | Бізнес-школа при університеті Кореї            |
| Південна Корея | Університет Кьонхі                             |
| Південна Корея | Университет Пай Чай                            |
| Південна Корея | Пусанський університет закордонних досліджень  |
| Південна Корея | Жіночий університет Сукмюн                     |
| Південна Корея | Sungkyunkwan University                        |
| Південна Корея | Міжнародна школа Халлім                        |
| Тайвань        | Университет Чинь Юнь                           |
| Таджикистан    | Таджицький державний університет комерції      |

КІМЕП є членом міжнародної освітньої програми «Еразмус Мундус: Вікно в Європейське Співробітництво», Лот 9 (Erasmus Mundus External Cooperation Window Lot 9). Починаючи з 2007 року понад 40 студентів та викладачів КІМЕП отримали стипендії в рамках цієї програми.